# Robert Zubrin

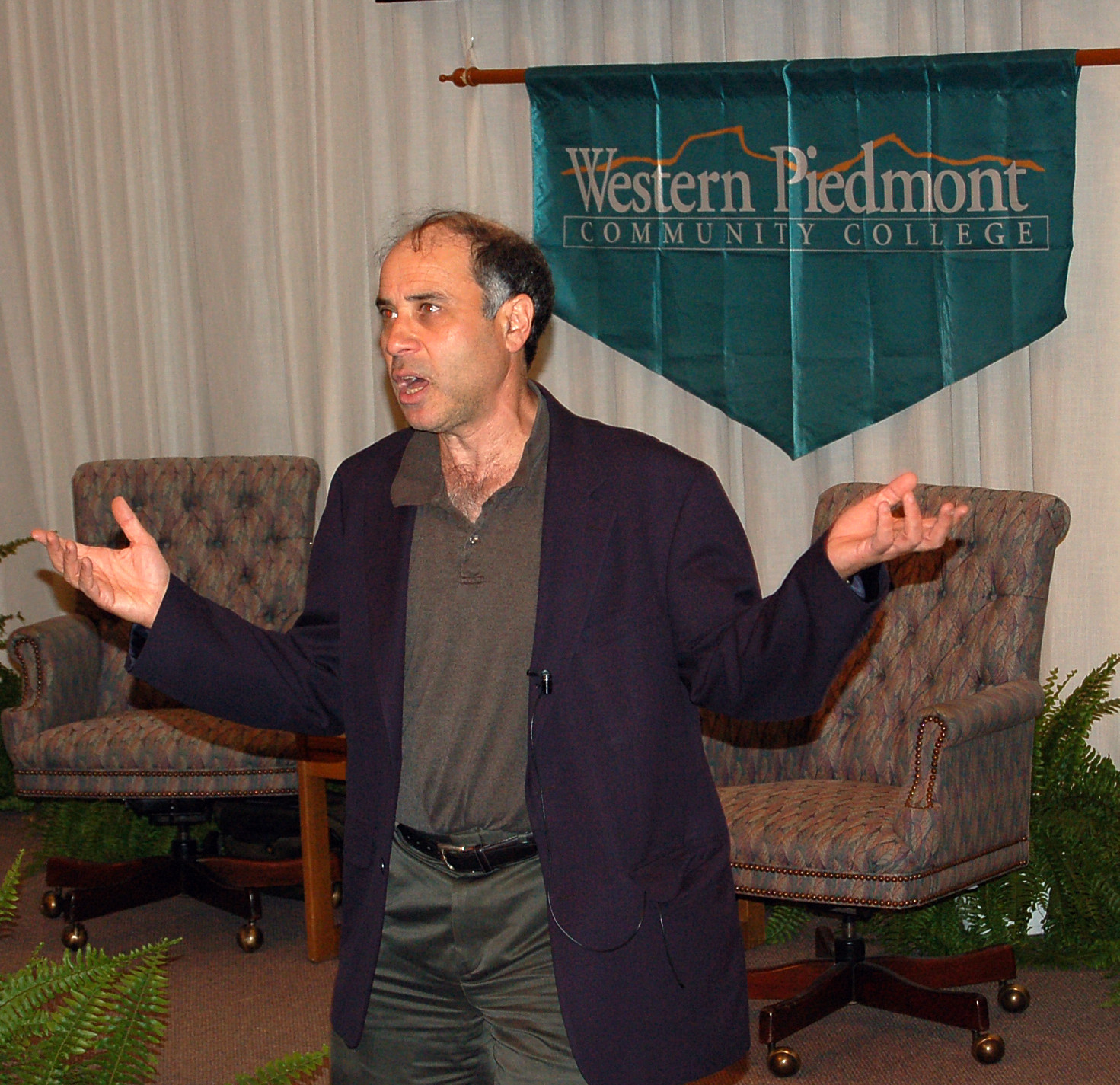
Robert Zubrin w 2005 r.

Robert Zubrin (ur. 19 kwietnia 1952) – amerykański inżynier lotniczy i astronautyczny oraz pisarz, znany przede wszystkim z poparcia dla projektów kolonizacji i eksploracji Marsa. Jest też pomysłodawcą projektu Mars Direct i założycielem Organizacji Mars Society, która powstała w Stanach Zjednoczonych w sierpniu 1998 roku.
Jest również autorem szachownicy dla trzech osób.